# Heinrich Petersen-Angeln

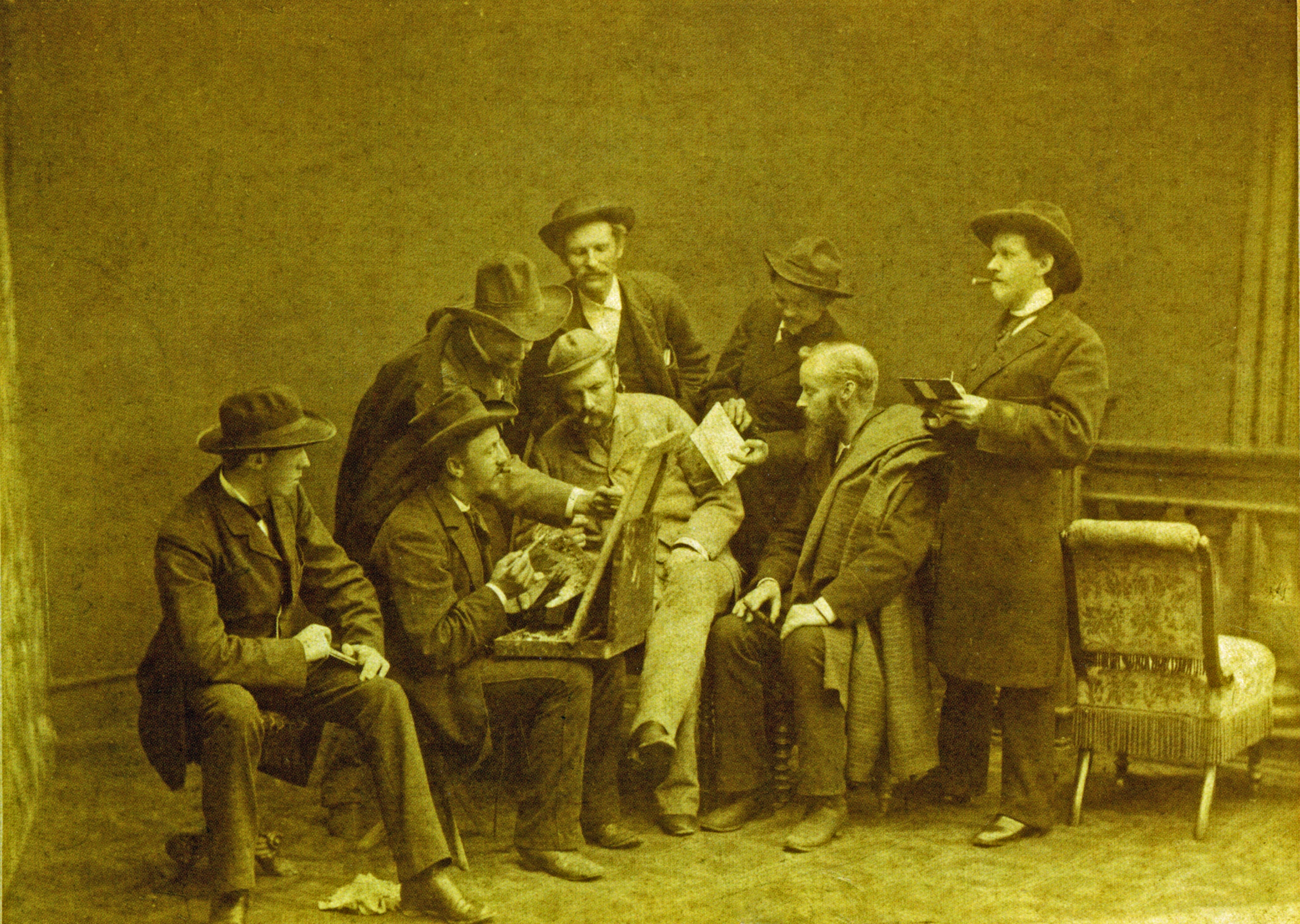
Die Ekensunder Künstlerkolonie, Foto von Wilhelm Dreesen, 1882, Heinrich Petersen-Angeln als Vierter links unten

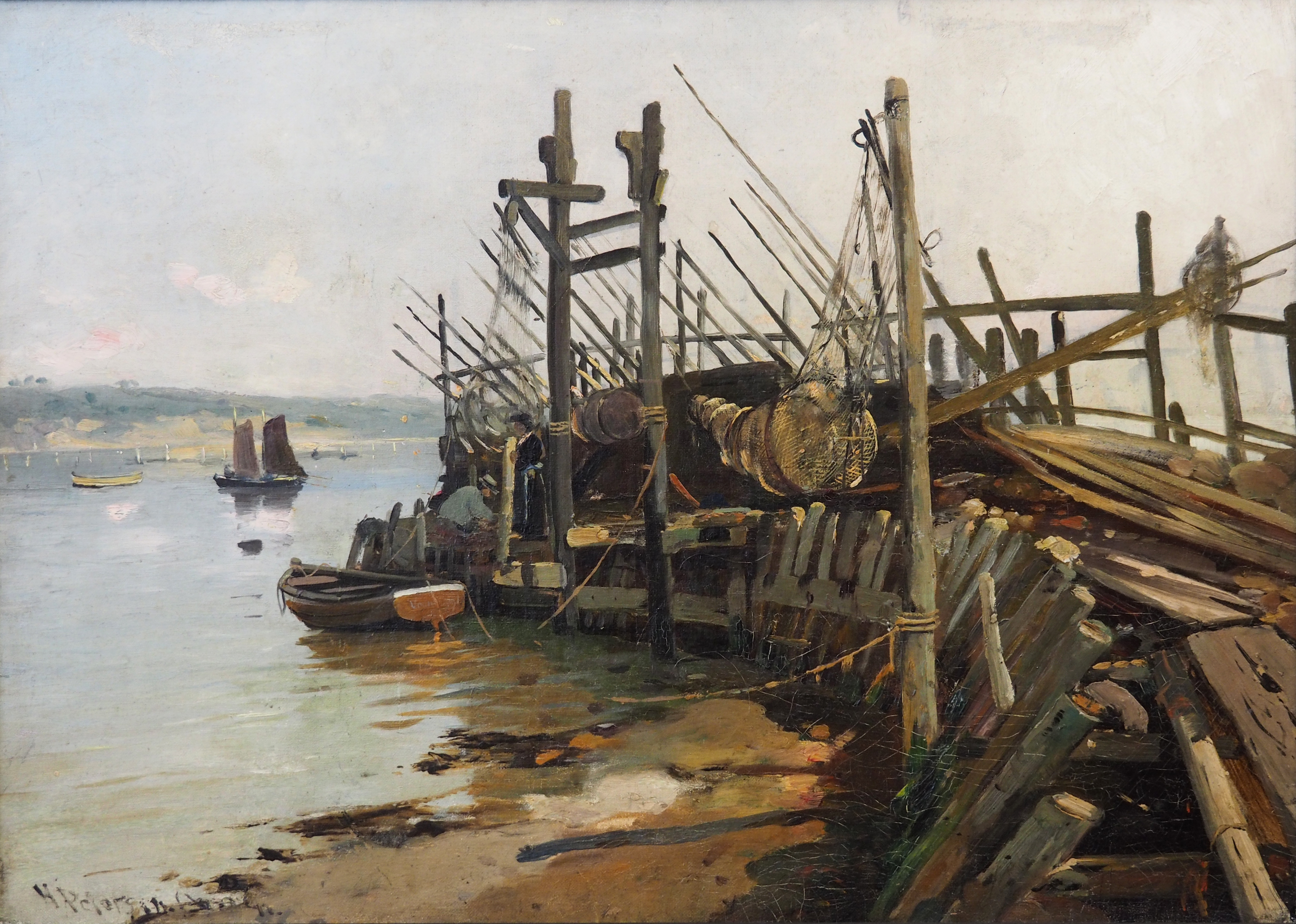
Bootssteg an der Flensburger Förde

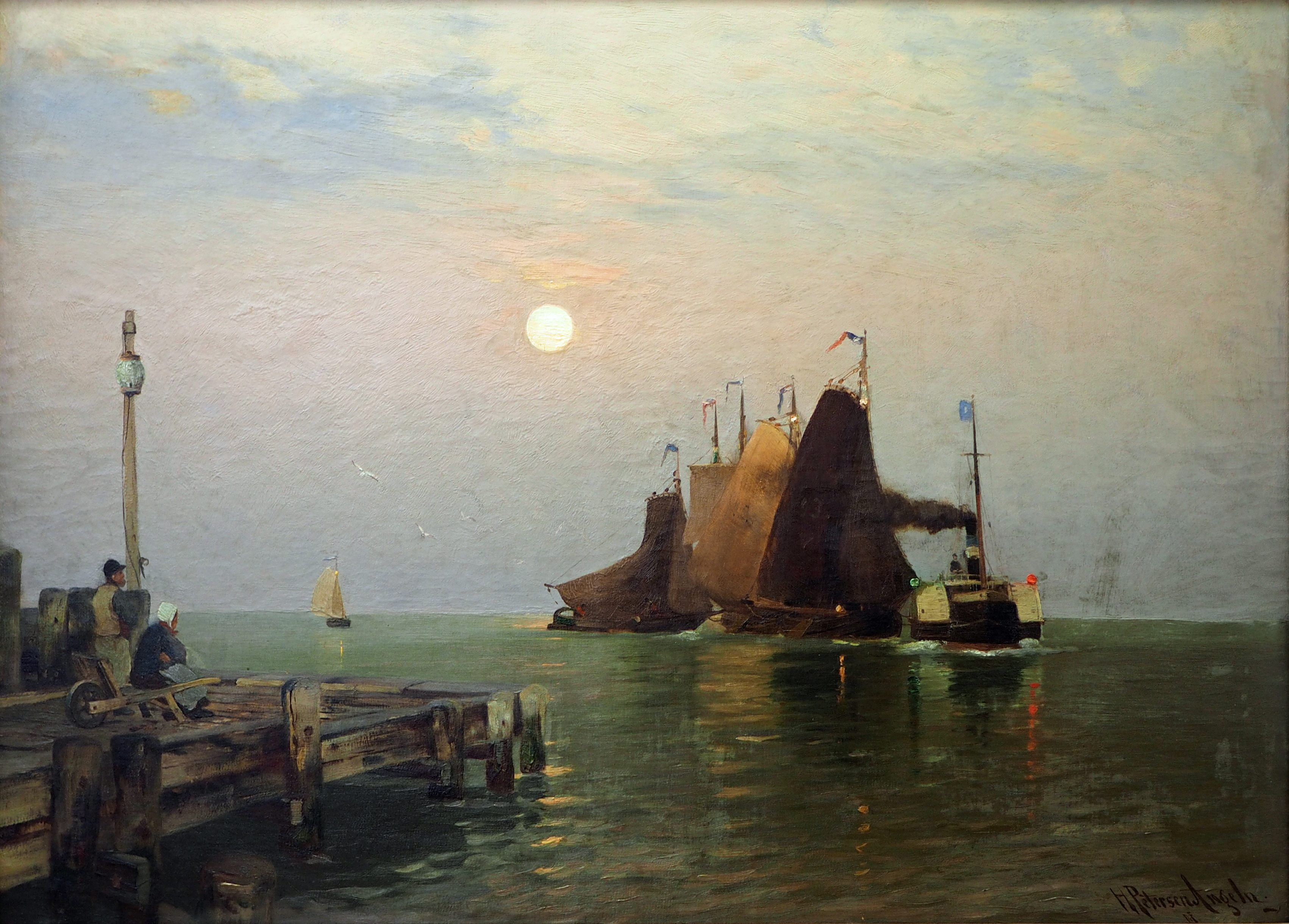
Hafeneinfahrt am Abend

Heinrich Wilhelm Petersen-Angeln, geboren als Heinrich Wilhelm Petersen (* 4. April 1850 in Westerholz, Angeln; † 23. April 1906 in Düsseldorf) war ein deutscher Maler.

## Leben
Heinrich Petersen-Angeln wurde als Heinrich Wilhelm Petersen in Westerholz an der Flensburger Förde als Sohn eines Gast- und Landwirts geboren. Den Namenszusatz seiner Geburtslandschaft Angeln nahm er 1883 in Düsseldorf an, als dort ein weiterer Maler namens Heinrich Petersen wirkte (dieser nannte sich von nun an Heinrich Petersen-Flensburg). Nach einer Malerlehre und dem Einsatz als Soldat im Deutsch-Französischen Krieg besuchte er ab 1873 die Berliner Kunstakademie, wo er u. a. bei Karl Gussow Unterricht nahm. Zwischen 1879 und 1883 studierte er an der Kunstakademie Düsseldorf bei dem Landschaftsmaler Eugen Dücker.
Petersen-Angeln ist vor allem als Marinemaler und Schöpfer stimmungsvoller Hafenansichten bekannt. Seine Motive fand er zunächst an der Ostsee, ab 1882 zunehmend an der holländischen Nordseeküste, wo Hafenansichten von Vlissingen und Harlingen entstanden. Er gehörte ab 1882 der Künstlerkolonie Ekensund an, wo sich jedes Jahr einheimische und auswärtige Künstler trafen, um dort die Möglichkeiten der Freilichtmalerei zu erproben. Inspiriert von einer Nordlandfahrt und den Fotografien skandinavischer Landschaften von Wilhelm Dreesen, gehörten auch nordische Motive zu seinem Werk. Weitere Studienreisen führten ihn nach Belgien, Frankreich, Italien und Norwegen und Schweden, wo er sich zeitweilig einer Künstlerkolonie in Torekov anschloss. In Egmond in Nordholland besuchte Petersen-Angeln die Art Summer School von George Hitchcock.
Bis weit in die 1890er Jahre hinein war Petersen-Angeln ein sehr gefragter Künstler, der seine Bilder auf großen Kunstausstellungen in ganz Deutschland zeigte und durch ihren Verkauf zu einem gewissen Wohlstand kam. Er traf den konservativen Geschmack seiner Kunden und sein Erfolg gilt als Phänomen der Gründerzeit.